# Gerhard Barner
Gerhard Barner (geboren 7. März 1927 in Göttingen; gestorben 27. Mai 2014 in Hannover) war ein deutscher Bankkaufmann und langjähriger Präsident der Industrie- und Handelskammer Hannover-Hildesheim.

## Leben
Nach einem Studium der Landwirtschaft an der Universität Göttingen durchlief Gerhard Barner eine Banklehre.
Ehrenamtlich engagierte sich Barner langjährig als Präsident der IHK Hannover-Hildesheim. Von 1983 bis 1998 war er Mitglied im Aufsichtsrat der KWS Saat AG, die in diesem Zeitraum unter anderem die Marktführerschaft für Zuckerrüben-Saaten wiedererlangte. 1989/90 wirkte Barner als Vize-Aufsichtsratsvorsitzender bei der Deutschen Genossenschaftsbank.
Zudem leitete Barner von 1993 bis 1997 als Präsident den Niedersächsischen Heimatbund.
Er war einer von 8 Gründungsmitgliedern des am 30. September 2001 gegründeten Vereins Freunde Sanatorium Dr. Barner e.V., in dessen Gründungsversammlung Klaus Barner zum Vorsitzenden, Gerhard Barner zum stellvertretenden Vorsitzenden und Johannes Barner zum Schatzmeister gewählt wurden. Eine der Vereinsaktivitäten ist – neben der Förderung von Kunst und Kultur – die Pflege der denkmalgeschützten Anlagen des um 1900 von dem Philologen und Mediziner Friedrich Barner in Braunlage gegründeten Sanatoriums, des heutigen Fachkrankenhauses für Psychosomatik und Psychotherapie Klinik Dr. Barner.
Gerhard Barner starb Ende Mai 2014 im Alter von 87 Jahren in Hannover.